# Magdalenenstraße (metropolitana di Berlino)
La stazione di Magdalenenstraße è una stazione della metropolitana di Berlino, sulla linea U5.

## Storia
La stazione di Magdalenenstraße fu progettata come parte della nuova linea E (Alexanderplatz-Friedrichsfelde, oggi U5), aperta all'esercizio il 21 dicembre 1930.

## Strutture e impianti
Si tratta di una stazione sotterranea a due binari, uno per ogni senso di marcia, serviti da una banchina centrale ad isola; al centro di quest'ultima è posta una fila di pilastri che sostengono la struttura. Alle estremità della banchina sono poste due scale che conducono a due vestiboli d'accesso.